# ابراهیما کونه (بازیکن فوتبال، زاده ۱۹۷۷)
ابراهیما کونه (انگلیسی: Ibrahima Koné؛ زادهٔ ۶ اکتبر ۱۹۷۷) بازیکن فوتبال اهل مالی بود.
از باشگاه‌هایی که در آن بازی کرده است می‌توان به باشگاه فوتبال دینامو تیرانا اشاره کرد.
وی همچنین در تیم ملی فوتبال مالی بازی کرده است.